# Indebita limitazione di libertà personale
L'indebita limitazione di libertà personale è un delitto contro la libertà personale previsto dal diritto penale italiano, punito dall'art. 607 del codice penale.
(art. 607 c.p.)

## Struttura
L'art. 607 c.p. configura un reato proprio del pubblico ufficiale, distinto in tre fattispecie.
- Nella prima ipotesi, la condotta consiste nell'ammettere una persona in carcere o in un istituto destinato all'esecuzione di pene e misure di sicurezza senza un ordine dell'autorità.  Si tratta di reato attivo e istantaneo.
- Nella seconda, la condotta consiste nel non liberare la persona nonostante l'ordine. Si tratta di reato omissivo e permanente.
- Nella terza, la condotta consiste nel ritardare illegittimamente la liberazione, a prescindere dall'esistenza di un ordine o quando esso non è conosciuto dal pubblico ufficiale.[1] Si tratta di reato omissivo e permanente.

Il pubblico ufficiale dev'essere preposto (direttore o chi ne fa le veci) o addetto (dirigente, segretario, ragioniere, assistente tecnico, medico, insegnante, cappellano) all'istituto; quest'ultimo non può consistere in uno stabilimento d'altro tipo rispetto a quelli menzionati dalla legge.

## Oggettività giuridica
La norma si inserisce nell'ambito della tutela della libertà personale del detenuto (art. 607-609 c.p.): questa libertà infatti, pur gravemente limitata e «residuale», non è mai del tutto soppressa. La predisposizione della tutela è conforme alle previsioni degli art. 134 e 273 della Costituzione: il primo infatti punisce gli abusi (violenze fisiche e morali) sui detenuti; il secondo sancisce i principi di umanità e rieducatività della pena.

## Trattamento sanzionatorio e critiche
I limiti edittali della pena consistono rispettivamente in 15 giorni nel minimo e 3 anni nel massimo.
Poiché il reato rappresenta un'ipotesi speciale di sequestro di persona (che consiste a sua volta nel privare qualcuno della libertà personale), e poiché quest'ultima fattispecie è punita con una pena più severa (da 2 a 8 anni di reclusione), si ritiene che l'art. 607 c.p. preveda un privilegio ingiustificato per gli operatori carcerari, in linea con l'ideologia ispiratrice del codice. L'indebita limitazione di libertà personale è inoltre una figura privilegiata anche rispetto all'abuso d'ufficio, il quale a sua volta è sanzionato con una pena più elevata.
La norma trova comunque scarsissima applicazione.